# رغل شيهمي
رغل شيهمي (الاسم العلمي: Atriplex hystrix) هو نوع نباتي يتبع جنس الرغل من فصيلة القطيفية.